# Hva?!
Hva?! er en dansk dokumentarfilm fra 1999 instrueret af Helle Toft Jensen.

## Handling
En film om høreproblemer - med Lotte Rømer som guide.